# Paolo Palmacci
Paolo Palmacci, né le 17 mai 1984 à Latina, est un joueur de beach soccer international italien.

## Biographie
Paolo Palmacci commence à jouer au football à l'âge de 6 ans. Il évolue ensuite dans différents clubs de Serie D et C1 italiennes : Terracina, Cassino Real, San Michele, Hermada. 
En 2003, Palmacci découvre le beach soccer par le biais d'un tournoi organisé chaque année à Terracina. C’est une forme de tournoi de détection durant lequel les recruteurs du Beach italien jauge les meilleurs jeunes afin de les amener au niveau national. Depuis, il partage ses saisons sportives entre le football à 11 l'hiver et celui de plage l'été avec Terranova Terracina, un des meilleurs clubs italien de la discipline.
Paolo Palmacci intègre ensuite la sélection nationale italienne avec qui il perd en finale de la Coupe du monde 2008, défaite en finale 5-3 face au Brésil. L'année suivante, Palmacci termine co-meilleur buteur de l'Euro Beach Soccer League aux côtés du portugais Madjer.
En 2011, avec l'ASD Terranova Terracina Beach Soccer, Palmacci remporte tous les trophées et réalise un triplé historique : championnat, coupe et supercoupe d'Italie.

## Palmarès

### En sélection
- Coupe du monde
  - Finaliste en 2008

- BSWW Mundialito
  - 3e en 2013

- Euro Beach Soccer League (1)
  - Vainqueur en 2005
  - Finaliste en 2010
  - 3e en 2009 et 2012

- Euro Beach Soccer Cup
  - 3e en 2006 et 2010

- Jeux méditerranéens de plage
  - Vainqueur en 2015

### En club
- Championnat d'Italie de beach soccer (2)
  - Champion en 2011 et 2012
  - Finaliste en 2008 et 2013
  - 3e en 2005, 2007 et 2009

- Coupe d'Italie de beach soccer (2)
  - Vainqueur en 2003 et 2011

- Supercoupe d'Italie de beach soccer (3)
  - Vainqueur en 2011, 2012, 2013